# Erminia Frezzolini
Erminia Frezzolini (27 mars 1818 Orvieto — 5 novembre 1884 Paris 9e) est une soprano italienne d'opéra. Elle était avec Henriette Sontag une des sopranos les plus renommées de sa génération. Elle excellait dans le répertoire coloratura, avec en particulier des succès dans les opéras bel canto de Gaetano Donizetti et de Vincenzo Bellini. Elle a été mariée au ténor Antonio Poggi de 1841 à 1846. En 2e noce elle épouse le docteur Romain Vigouroux.

## Biographie
Née à Orvieto, la Frezzolini étudie d'abord le chant avec son père, la fameuse basse Giuseppe Frezzolini (en). Elle étudie ensuite à Milan avec Domenico Ronconi et à Florence avec Andrea Nencini et N. Tachinardi. Sur les conseils de Maria Malibran, elle continue ses études avec Manuel Garcia junior.
En 1837, la Frezzolini fait ses débuts professionnels à l’opéra dans le rôle-titre de Beatrice di Tenda de Bellini au Teatro della Pergola à Florence. Elle chante rapidement dans les opéras majeurs d'Italie, souvent des œuvres de Bellini et Donizetti. En 1838, elle est entendue à Sienne et à Ferrare. En 1839, elle interprète le rôle-titre lors de la première au Teatro Comunale di Bologna d’Elena da Feltre (en) de Saverio Mercadante. Elle chante plusieurs rôles à Bologne en 1838 et 1839, dont les rôles titres dans Anna Bolena, Beatrice di Tenda et Lucia di Lammermoor. Elle fait ses débuts à La Scala en 1839 dans le rôle de Bianca dans Le due illustri rivali de Mercadante. Elle fait ses débuts la même année à Pise, à Reggio d'Émilie et à Pérouse.
La Frezzolini crée le rôle de Giselda lors de la première mondiale de I Lombardi alla prima crociata de Giuseppe Verdi le 11 février 1843 à La Scala à Milan. Le 15 février 1845, elle chante le rôle-titre lors de la création mondiale de Giovanna d'Arco de Verdi à La Scala. Elle interprète Camilla lors de la création mondiale d’Orazi e Curiazi de Saverio Mercadante au Teatro di San Carlo à Naples le 10 novembre 1846.
Sur la scène internationale, elle chante au Théâtre Mariinsky de Saint-Pétersbourg, au Royal Opera House de Londres, au Teatro Real à Madrid, au Theater am Kärntnertor à Vienne, au Théâtre-Italien à Paris et en Amérique du Nord.
Elle chante jusqu'en 1874. Elle meurt à Paris le 5 novembre 1884 âgée de 66 ans, en son domicile, 22 rue Notre-Dame de Lorette,,après ses obsèques, le cercueil a été transporté en Italie.

## Rôles créés
- Giselda dans I Lombardi alla prima crociata de Giuseppe Verdi le 11 février 1843 à La Scala à Milan[4].
- Le rôle-titre de Giovanna d'Arco de Verdi à La Scala, le 15 février 1845[3].
- Camilla dans Orazi e Curiazi (en) de Saverio Mercadante au Teatro di San Carlo à Naples le 10 novembre 1846.